# Pabellón de la Jeunesse
El Pabellón de la Jeunesse (en francés: Pavillon de la Jeunesse) es un pabellón deportivo multiusos localizado en la Ciudad de Quebec, en el sur de la provincia de Quebec en los terrenos de la ExpoCité, al este de Canadá. Se inauguró en 1931 y tiene una capacidad aproximada para recibir a unos 5000 espectadores, con al menos 4300 sentados. Sufrió un proceso de renovación en el año 2007 con un costo de 14 millones de dólares canadienses. Ha sido sede de los equipos Remparts de Québec (1980-85)
Radio X de Québec (2007-08) y Keb's de Québec (2007-09), se usa entre otros deportes para hockey sobre hielo y baloncesto.